# Hôtel de la gabelle (La Roche-Guyon)

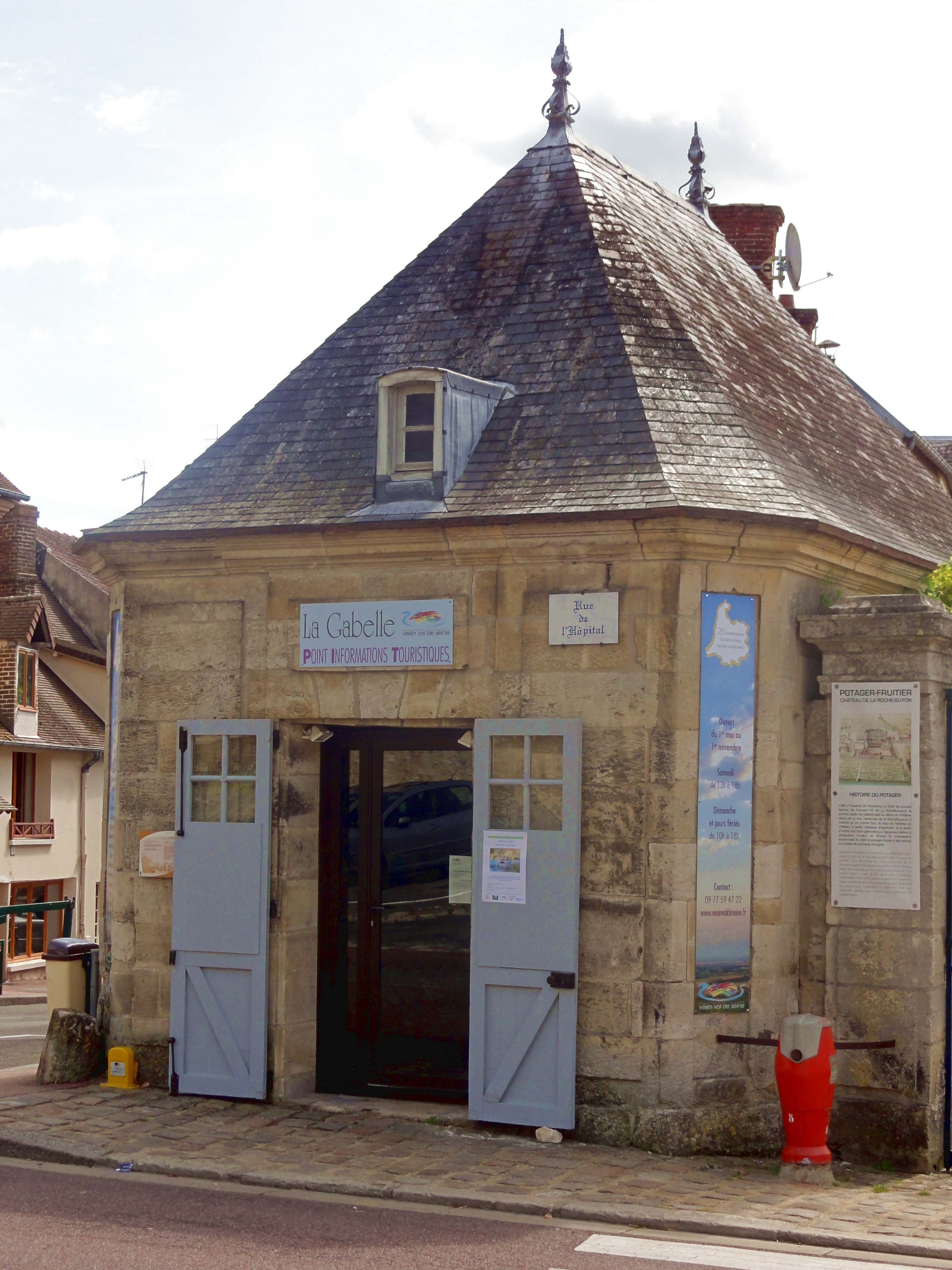
Hôtel de la gabelle in La Roche-Guyon

Der Hôtel de la gabelle (französisch gabelle für Salzsteuer) in La Roche-Guyon, einer französischen Gemeinde im Département Val-d’Oise in der Region Île-de-France, wurde im 18. Jahrhundert errichtet. Das Gebäude aus Haustein steht an der Rue du l’Hospice. 
In dem Gebäude wurde während des Ancien Régime in einem Raum Salz aufbewahrt, das von königlichen Beamten verkauft wurde, denn es herrschte ein staatliches Salzmonopol. 
Heute ist im Gebäude die Touristeninformation (syndicat d’initiative) untergebracht.